# ليفي تومسون
ليفي تومسون هو سياسي كندي، ولد في 17 فبراير 1855 بايرين في كندا، وتوفي في 14 أبريل 1938 في كندا. حزبياً، نشط في الحزب الليبرالي الكندي. وقد انتخب عضو مجلس العموم الكندي.